# Rood cypergras
Rood cypergras (Cyperus longus) staat op warme, vochtig tot natte, soms basenrijke, matig stikstofrijke, zandige en lemige bodems en verdraagt overstroming goed. Ze groeit in moerassen, langs rivieroevers, langs voedselrijke poelen, sloten en vijvers. Ze heeft in Europa een zuidelijke verspreiding die tot in Duitsland reikt. In Nederland is ze recent op een aantal plaatsen ingeburgerd ten gevolge van verwildering of het dumpen van deze geliefde en veel gekweekte tuinplant. Mogelijk wordt ze ook met vogels aangevoerd vanuit populaties in het nabije buitenland. Wanneer de soort zich eenmaal gevestigd heeft zorgen de zich snel en ver uitbreidende wortelstokken voor vermeerdering. De gedroogde wortelstokken verspreiden een zoete geur en worden in de cosmetisch industrie gebruikt voor parfums. Vroeger werd de plant gebruikt voor de vervaardiging van papier en werd ze ook medisch aangewend men name tegen maagklachten en beginnende waterzucht.